# Paul Draudt
Paul Wilhelm Karl Draudt (* 18. November 1877 in Darmstadt; † 24. November 1944 in Berlin) war ein preußischer Offizier und Generalsekretär des Deutschen Roten Kreuzes (DRK).

## Leben
Draudt schlug eine Offizierslaufbahn in der Preußischen Armee ein und erhielt sein Patent als Leutnant am 18. August 1896. Im weiteren Verlauf seiner Militärkarriere war er als Hauptmann und Batteriechef im 2. Hannoverschen Feldartillerie-Regiment Nr. 26 tätig. Mit diesem Regiment nahm Draudt zu Beginn des Ersten Weltkriegs an den Kämpfen an der Westfront teil und wurde später in das Kriegsministerium nach Berlin versetzt.
Seit 1919 war Draudt Vorsitzender des Kriegsgefangenenausschusses bei der Deutschen Friedensdelegation in Versailles und Paris. Vom 27. Oktober 1921 bis 31. Mai 1924 hat er als Generalsekretär des Deutschen Roten Kreuzes (DRK) gewirkt. Anschließend wurde er Vizepräsident des DRK. Er leitete bis 1937 das „Amt Auslandsdienst“ des DRK. In seiner Amtszeit hatte er erheblichen Anteil an der Gründung der Liga der Rotkreuz-Gesellschaften im Jahr 1919 in Paris.
Von 1924 bis 1937 gehörte er als Vizepräsident dem Gouverneursrat der Liga an, mehrere Jahre hat er hier als Geschäftsführender Vizepräsident gewirkt.
Zusammen mit Max Huber, der ihn sehr schätzte, legte er den Grundstein für die Gestaltung des Internationalen Roten Kreuzes (IRK). Er erarbeitete zusammen mit ihm die Satzung des IRK, die im Jahr 1928 durch die Internationale Rotkreuz-Konferenz verabschiedet wurde.
Mit seiner Frau Elly, geborene Heymann, starb er am 24. November 1944 bei einem Luftangriff in Berlin. Ihm wurde auf einer Nachkriegssitzung des Gouverneursrates der Liga im November 1945 mit besonderer Dankbarkeit gedacht.